# 刘志杰
刘志杰（1962年11月—），山西榆次人，中华人民共和国政治人物。

## 生平
1982年1月加入中国共产党。1983年8月，刘志杰从山西农业大学毕业，参加工作。在校期间他曾是山西省学生联合会副主席、山西农业大学学生会主席。2002年3月至2004年12月，他在山西农业大学就读农业推广专业，获得在职硕士研究生学历。
历任中共平遥县委副书记、县长，共青团山西省委副书记，中共大同市委常委、组织部部长等职。2008年2月任中共临汾市委副书记、代市长，3月正式当选市长，2008年9月20日因襄汾尾矿库溃坝事故被免职。
2013年7月，刘志杰起复，出任山西省农业厅副厅长。
2015年12月，任山西省扶贫办主任。2021年1月，任山西省农业农村厅厅长。2023年1月，出任山西省政协提案委员会主任。